# Dalmacio Langarica
Dalmacio Langarica (ur. 5 grudnia 1919 w Otxandio, zm. 24 stycznia 1985 w Basauri) – hiszpański kolarz szosowy startujący wśród zawodowców w latach 1943–1955. Zwycięzca Vuelta a España (1946).

## Najważniejsze zwycięstwa
- 1944 – Subida al Naranco
- 1946 – pięć etapów i klasyfikacja generalna Vuelta a España
- 1948 – trzy etapy w Vuelta a España